# Vai/Io vagabondo
Vai/Io vagabondo è un singolo  del cantautore italiano Nino D'Angelo, pubblicato nel 1986.

Il singolo vendette circa 80 000 copie.

## Vai
Il brano è stato presentato al Festival di Sanremo 1986, dove si è classificato al settimo posto.
Gli autori sono Nino D'Angelo per il testo e Antonio Annona per la musica.

## Io vagabondo
La canzone è stata inserita in una parte della colonna sonora del film Fotoromanzo.
Gli autori sono gli stessi del brano precedente.